# Tramea loewii
Tramea loewii е вид водно конче от семейство Libellulidae. Видът не е застрашен от изчезване.

## Разпространение и местообитание
Разпространен е в Австралия (Австралийска столична територия, Виктория, Коралови острови, Куинсланд, Нов Южен Уелс, Северна територия и Южна Австралия), Индонезия (Малки Зондски острови, Малуку и Папуа), Микронезия, Нова Зеландия (Северен остров), Нова Каледония и Соломонови острови (Санта Крус).
Обитава гористи местности, влажни места, пасища, храсталаци, крайбрежия, плажове, плантации и езера в райони с тропически климат.

## Описание
Популацията на вида е стабилна.